# فرنسيس غرينوود بيبودي
فرنسيس غرينوود بيبودي (بالإنجليزية: Francis Greenwood Peabody)‏ هو أكاديمي أمريكي، ولد في 1847، وتوفي في 1936.